# Agustín Rossi (político)
Agustín Oscar Rossi (Vera, 18 de outubro de 1959) é um engenheiro civil e político argentino filiado ao Partido Justicialista. Rossi ocupou diversos cargos políticos importantes ao longo de sua carreira, destacando-se como Ministro da Defesa durante os governos de Cristina Fernández de Kirchner (2013–2015) e Alberto Fernández (2019–2021). 
Rossi foi Deputado Nacional pela sua província natal, Província de Santa Fé, e atuou como líder do bloco parlamentar da Frente para a Vitória na Câmara dos Deputados. Entre fevereiro e dezembro de 2023 foi Chefe de Gabinete de Ministros do presidente Alberto Fernández. Foi candidato a vice-presidente na chapa de Sergio Massa nas eleições gerais de 2023, pela coalizão União pela Pátria, mas a chapa foi derrotada por Javier Milei no segundo turno.

## Biografia

### Primeiros anos e formação acadêmica
Rossi nasceu em Vera, uma pequena cidade no norte da província de Santa Fé, onde passou sua juventude. Mudou-se para Rosário quando tinha 17 anos e se formou como engenheiro civil na Universidade Nacional de Rosário.

### Política
Rossi foi membro da Juventude Universitária Peronista na década de 1970 e entrou para o Partido Justicialista na década de 1980. Foi eleito para o Conselho Deliberativo de Rosário em 1987, mas retornou à sua prática privada em 1991. Voltou à política em 2001, foi eleito para o Conselho Deliberativo em 2002 e presidiu o órgão de 2004 a 2005.
Nas eleições legislativas de 2005, ele concorreu a uma vaga na Câmara dos Deputados pela Frente para a Vitória, a maior facção do Partido Justicialista, formada por partidários do presidente Néstor Kirchner. Sua campanha capitalizou e se concentrou em obter apoio para as políticas bem-sucedidas implementadas por Kirchner em nível nacional; Rossi, que ainda não era muito conhecido na província, apresentou-se como “o candidato de Kirchner”. A lista do partido Frente para a Vitória, encabeçada por Rossi, ficou em segundo lugar (com 33% dos votos), depois da lista do Partido Socialista, encabeçada por Hermes Binner [en] (43%).

### Termos do congresso e Ministério da Defesa
Tornou-se líder do bloco Frente para a Vitória na Câmara dos Deputados. Nesse cargo, assumiu a tarefa de impor a disciplina partidária enquanto buscava o apoio legislativo às políticas de Kirchner. Ele afirmou que "o bloco [do partido governista] tem o papel fundamental de ser o braço legislativo do governo. Não concebo um bloco [do partido governista] que tenha dúvidas ou críticas aos projetos do governo. A sociedade nos diz: 'Eu os escolho para fortalecer o curso de ação iniciado pelo presidente'". Em agosto de 2010, ele se envolveu em polêmica com sua retórica, ao descrever os legisladores que apresentaram um projeto de lei para reverter a decisão do governo de revogar uma licença expirada da Fibertel [en] (provedor de internet), como "advogados" do Grupo Clarín (empresa mãe da Fibertel); desde 2008, existem polêmicas recorrentes entre o Clarín e o kirchnerismo sobre diversos temas.
Rossi foi candidato nas primárias da Frente para a Vitória para o governo de Santa Fé nas eleições de 2007. Seu rival dentro do partido foi o deputado nacional e ex-ministro das Relações Exteriores Rafael Bielsa [en]. O prefeito de Rafaela, Omar Perotti, também fez campanha por um tempo, mas acabou desistindo e passou a apoiar Bielsa. No estilo clássico de caudilhismo que prevalece na política argentina, embora alguns no partido, incluindo Bielsa, preferissem negociar uma candidatura de consenso, Rossi insistiu em realizar uma eleição primária. Rossi também declarou que queria a irmã de Bielsa, María Eugenia [en] (então vice-governadora de Santa Fé), em sua lista partidária, embora tenha escolhido Jorge Fernández, ex-ministro da Educação durante o governo de Víctor Reviglio [en]. Bielsa foi eventualmente escolhido como o candidato do partido nas primárias de 1º de julho de 2007, mas perdeu a eleição para o socialista Hermes Binner [en].
Rossi continuou em seu cargo de Líder da Maioria na Câmara dos Deputados como chefe do bloco Frente para a Vitória, que manteve a maioria na Câmara. A presidente Cristina Fernández de Kirchner o indicou para o cargo de Ministro da Defesa da Argentina em 30 de maio de 2013.
Em 2023, foi candidato a vice-presidente da Argentina, em chapa encabeçada por Sergio Massa. A chapa terminou o primeiro turno em primeiro lugar , porém, no segundo segundo turno a chapa foi superada por Javier Milei e Victoria Villarruel.

## Histórico eleitoral

### Executivo
| Eleição       | Cargo                  | Lista               | Votos      | Votos  | Votos | Resultado  | Ref.   |
| Eleição       | Cargo                  | Lista               | Total      | %      | P.    | Resultado  | Ref.   |
| ------------- | ---------------------- | ------------------- | ---------- | ------ | ----- | ---------- | ------ |
| 2007 (P)      | Governador de Santa Fé | Concertação Plural  | 228.501    | 34,96% | 2º    | Não eleito | [ 15 ] |
| 2011          | Governador de Santa Fé | Santa Fe para Todos | 388.231    | 22,76% | 3º    | Não eleito | [ 16 ] |
| 2023 1º turno | Vice-presidente        | União pela Pátria   | 9.853.492  | 36,78% | 1º    | → 2º turno | [ 17 ] |
| 2023 2º turno | Vice-presidente        | União pela Pátria   | 11.384.014 | 44,25% | 2º    | Não eleito | [ 17 ] |

1. ↑  Porcentagem dos votos recebidos pelo partido ou frente dentro da qual a primária foi disputada.
2. ↑  Entre as listas que disputaram a primária.

### Legislativo
| Eleição | Cargo                   | Lista                 |       | Distrito              | Votos     | Votos  | Votos | Resultado | Ref.   |
| Eleição | Cargo                   | Lista                 | Total | Distrito              | %         | P.     |       | Resultado | Ref.   |
| ------- | ----------------------- | --------------------- | ----- | --------------------- | --------- | ------ | ----- | --------- | ------ |
| 2005    | Deputado Nacional       | Frente para a Vitória | 1     | Província de Santa Fe | 489.584   | 33,28% | 2º    | Eleito    | [ 18 ] |
| 2009    | Deputado Nacional       | Frente para a Vitória | 1     | Província de Santa Fe | 162.615   | 9,63%  | 3º    | Eleito    | [ 19 ] |
| 2015    | Parlamentar do Mercosul | Frente para a Vitória | 3     | Lista nacional        | 8.922.609 | 37,46% | 1º    | Eleito    | [ 20 ] |
| 2017    | Deputado Nacional       | Frente Justicialista  | 1     | Província de Santa Fe | 509.190   | 25,90% | 2º    | Eleito    | [ 21 ] |

1. 1 2 3 4  Apresentado em uma lista eleitoral. Os dados apresentados representam a parcela de votos que todo o partido/aliança recebeu naquele distrito.